# Shell Lake
Shell Lake és una població dels Estats Units a l'estat de Wisconsin. Segons el cens del 2000 tenia 1.309 habitants.

## Demografia
Segons el cens del 2000, Shell Lake tenia 1.309 habitants, 559 habitatges, i 353 famílies. La densitat de població era de 81,6 habitants per km².
Dels 559 habitatges en un 23,6% hi vivien nens de menys de 18 anys, en un 51,2% hi vivien parelles casades, en un 8,8% dones solteres, i en un 36,7% no eren unitats familiars. En el 32,2% dels habitatges hi vivien persones soles el 19,7% de les quals corresponia a persones de 65 anys o més que vivien soles. El nombre mitjà de persones vivint en cada habitatge era de 2,16 i el nombre mitjà de persones que vivien en cada família era de 2,69.
Per edats la població es repartia de la següent manera: un 19,3% tenia menys de 18 anys, un 7,2% entre 18 i 24, un 20,2% entre 25 i 44, un 23,8% de 45 a 60 i un 29,6% 65 anys o més.
L'edat mediana era de 47 anys. Per cada 100 dones de 18 o més anys hi havia 83,5 homes.
La renda mediana per habitatge era de 33.073 $ i la renda mediana per família de 42.917 $. Els homes tenien una renda mediana de 35.313 $ mentre que les dones 20.417 $. La renda per capita de la població era de 18.675 $. Aproximadament el 4,4% de les famílies i el 8,6% de la població estaven per davall del llindar de pobresa.

## Poblacions més properes
El següent diagrama mostra les poblacions més properes.